# Yoav Ziv
Yoav Ziv (hebreo: יואב זיו) (nació el 16 de marzo de 1981 en Hadera, Israel) es un futbolista israelí que juega de lateral izquierdo en el Maccabi Tel Aviv FC.
Empezó jugando en el Maccabi Haifa filial, para pasar más tarde al Hapoel Haifa y Hapoel Nazareth Illit, con el que ascendió de la Liga Leumit a la Ligat ha'Al, la 1.ª división israelí.
En 2006 fichó por el Beitar Jerusalén y rápidamente se convirtió en uno de los favoritos de la afición, siendo capaz de jugar en múltiples lugares del campo. En Nazareth Ziv jugó de delantero y sin embargo en el Beitar lo suele hacer de defensa lateral.

## Selección nacional
Ha sido internacional con la Selección de fútbol de Israel, ha jugado 25 partidos internacionales.

## Clubes
| Club                  | País    | Año       |
| --------------------- | ------- | --------- |
| Maccabi Haifa FC      | Israel  | 2000-2001 |
| Hapoel Haifa          | Israel  | 2002-2003 |
| Hapoel Nazareth Illit | Israel  | 2003-2005 |
| Beitar Jerusalem FC   | Israel  | 2005-2009 |
| KSC Lokeren           | Bélgica | 2009-2010 |
| Maccabi Tel Aviv FC   | Israel  | 2010-     |

## Palmarés

### Campeonatos nacionales
| Título                 | Club                | País   | Año  |
| ---------------------- | ------------------- | ------ | ---- |
| Liga Premier de Israel | Beitar Jerusalem FC | Israel | 2007 |
| Liga Premier de Israel | Beitar Jerusalem FC | Israel | 2008 |
| Copa de Israel         | Beitar Jerusalem FC | Israel | 2008 |